# Image Comics
Vous lisez un « article de qualité » labellisé en 2020.
Image Comics est une maison d'édition de comics américaine fondée en 1992. Cette année-là, sept des plus importants dessinateurs de Marvel Comics, Todd McFarlane, Jim Lee, Erik Larsen, Rob Liefeld, Marc Silvestri, Whilce Portacio (qui renonce rapidement pour raisons personnelles) et Jim Valentino, mécontents de la façon dont ils sont traités par cet éditeur, décident de le quitter et de fonder leur propre société. Le fonctionnement d'Image est très différent des éditeurs plus anciens, comme Marvel ou DC Comics, puisqu'il s'agit plus d'un agglomérat de maisons d'édition indépendantes, dirigées chacune par un membre fondateur. Image est seulement une société qui permet de mieux gérer les relations avec les autres partenaires de la chaîne du livre (imprimeurs, diffuseurs, etc.). 
Les débuts sont retentissants. Le premier comics d'Image Youngblood, de Rob Liefeld, approche le million d'exemplaires vendus et Spawn de Todd McFarlane puis WildCATS de Jim Lee dépassent ce nombre. Les autres séries Savage Dragon d'Erik Larsen, Shadowhawk de Jim Valentino et Cyberforce de Marc Silvestri connaissent aussi le succès. Cependant le défaut d'expérience dans la gestion d'une entreprise et un manque de régularité dans la publication des comics entraînent rapidement des difficultés. En 1993, la crise des comics, qui vient en partie de ces problèmes propres à Image Comics, douche l'enthousiasme du début : les ventes diminuent fortement et de nouvelles séries sont rapidement arrêtées. Image parvient cependant à traverser cette crise qui s'est avérée fatale pour d'autres éditeurs et, en engageant des responsables éditoriaux, devient une société plus ordonnée. Cela n'empêche pas que d'autres péripéties rythment la vie de l'entreprise. Le départ de Rob Liefeld en 1996, puis celui de Jim Lee en 1998, tous deux membres fondateurs d'Image, sont ainsi deux épisodes marquants.
Depuis, bien que les ventes de comics n'atteignent plus celles des débuts, Image est un éditeur solide qui reste attaché au principe fondateur de laisser le copyright des personnages de bande dessinée à leurs propres créateurs. Sous la direction de Jim Valentino puis d'Erik Larsen et enfin d'Eric Stephenson, Image publie des comics originaux dont certains ont un très grand succès, à l'image de The Walking Dead de Robert Kirkman. D'autres ont remporté des prix importants comme Saga de Brian K. Vaughan qui a obtenu neuf Prix Eisner, dix Prix Harvey et un Prix Hugo de la meilleure histoire graphique.
Comme Image n'est pas une maison d'édition classique, elle ne gère pas les relations entre les auteurs et les sociétés cinématographiques ou télévisuelles lorsque des comics sont adaptés pour l'écran. À chaque fois, c'est l'auteur qui traite avec la firme de l'audiovisuel et Image n'est pas associé à la production et ne touche aucun pourcentage sur les recettes. Plusieurs des séries publiées par Image ont néanmoins été adaptées, que ce soit en film comme Spawn en 1997, en série comme The Walking Dead en 2010, ou encore en dessin animé comme Witchblade en 2006.

## Histoire

### Fondation

#### Avant Image
Au milieu des années 1980, DC Comics grâce à une politique éditoriale originale s'impose face à Marvel Comics. En 1985-1986 Crisis on Infinite Earths redéfinit l'univers DC, Alan Moore scénarise Swamp Thing puis Watchmen, Frank Miller écrit et dessine Batman: Dark Knight, John Byrne relance Superman. Pour retrouver les faveurs du lectorat, Tom DeFalco, éditeur en chef de Marvel, décide de donner leurs chances à de jeunes artistes qui seront plus en phase avec les lecteurs. Arrivent ainsi, à la fin des années 1980, de nouveaux venus nommés Jim Lee, Todd McFarlane, Rob Liefeld à qui, après des débuts modestes, sont confiées des séries majeures comme The Amazing Spider-Man ou Uncanny X-Men. Rapidement, les ventes des comics dessinés par ces artistes s'envolent. McFarlane crée une nouvelle série pour Spider-Man dont le premier numéro se vend à trois millions d'exemplaires. Ce record de vente est battu quelques mois plus tard par Rob Liefeld qui lance X-Force vendu à cinq millions d'exemplaires puis par la série dérivée X-Men de Jim Lee qui s'écoule à huit millions d'exemplaires. Même si ces succès assurent des revenus importants aux auteurs, ceux-ci sont insatisfaits. D'une part, leurs dessins sont réutilisés par Marvel sans compensation financière ni reconnaissance du droit d'auteur et aucune somme ne leur revient sur les gains faits par Marvel à l'étranger grâce à leurs séries. D'autre part, les auteurs estiment que leurs droits d'auteurs, autres que financiers, ne sont pas respectés par Marvel. Toutes les créations faites pour l'éditeur deviennent la propriété de celui-ci. Lassé de cette situation Todd McFarlane décide de se retirer quelque temps des comics, d'autant qu'il vient d'avoir un enfant. Rob Liefeld, quant à lui, tente de produire une série, intitulée The Executioners qui serait publiée par Malibu Comics mais dont il serait pleinement propriétaire. L'affaire ne se fait pas, en partie parce que les responsables de Marvel ont exprimé leur mécontentement. Cependant cela ne décourage pas Liefeld qui suggère à Erik Larsen, dessinateur de Amazing Spider-Man, après le départ de McFarlane, et Jim Valentino, dessinateur des Gardiens de la Galaxie, de l'accompagner dans un nouveau projet avec Malibu Comics. Les auteurs continueraient de travailler pour Marvel mais pourraient créer les séries qu'ils désirent, et dont ils garderaient les droits, sous la houlette de Malibu. Après l'accord des deux auteurs, c'est McFarlane, à qui est fait la même proposition, qui accepte et propose ensuite à Jim Lee de les rejoindre.
Le 17 décembre 1991, Todd McFarlane, Jim Lee et Rob Liefeld décident de rencontrer le président de Marvel, Terry Stewart, pour faire part de leurs revendications. Même si Stewart est prêt à faire des concessions dans la reconnaissance des droits des auteurs, ce n'est pas suffisant pour les artistes et cela ne fait que les encourager à signer l'accord avec Malibu. Aussi après avoir convaincu Marc Silvestri (dessinateur de Wolverine et qui avait aussi travaillé sur Uncanny X-men) puis Whilce Portacio (dessinateur de Uncanny X-Men) de faire partie du groupe, ils se lancent dans l'aventure. Cette création est parfois appelée « the X-odus » (ce qui se prononce en anglais comme the exodus, l'exode), car quatre de ces fondateurs, Lee, Liefeld, Portacio et Silvestri, étaient célèbres pour leurs travaux sur la franchise X-Men. En février 1992, la stratégie éditoriale est mise en place et les questions de l'édition, de la promotion et de la vente sont réglées. La nouvelle de la création prochaine d'Image fait le tour des salles de rédactions, du New York Times à CNN et a pour première conséquence une chute de la valeur des actions Marvel. Certains dessinateurs, comme Jim Valentino ou Dale Keown, dessinateur de Hulk et qui est prêt à se faire éditer par Image, sont remerciés par Marvel.

#### Débuts
Deux principes essentiels cimentent le groupe. Le premier est que chaque créateur est totalement maître de son œuvre et la société Image n'en détient aucune part. Le second est qu'un auteur n'intervient jamais, créativement ou financièrement, sur le travail d'un autre.
Dans l'esprit du deuxième principe, chaque partenaire fonde son propre studio, qui est affilié à Image tout en restant autonome, sans contrôle éditorial central. Portacio ne souhaitant pas devenir un partenaire à part entière dans la société, Image est à l'origine constitué de six studios :
- Extreme Studios, dirigé par Liefeld ;
- Highbrow Entertainment, dirigé par Larsen ;
- ShadowLine, dirigé par Valentino ;
- Todd McFarlane Productions, dirigé par McFarlane ;
- Top Cow Productions, dirigé par Silvestri ;
- Aegis Entertainment (devenu Wildstorm Productions), dirigé par Lee.

Le 16 avril 1992 est publié le premier comics Image, distribué par Malibu. C'est Rob Liefeld qui a l'honneur de lancer cette nouvelle maison d'édition avec Youngblood. Le premier tirage à 350 000 exemplaires est rapidement écoulé et finalement le titre se vend à près d'un million d'exemplaires. Les titres suivants sont Spawn de Todd McFarlane en mai, Savage Dragon d'Erik Larsen en juillet, WildCATS de Jim Lee et Shadowhawk de Jim Valentino tous deux en août. Le succès est tel qu'au mois d'août, alors qu'il n'y a que six comics publiés, Image devient le deuxième éditeur, en nombre d'exemplaires vendus, derrière Marvel (93 comics) et devant DC Comics (61 comics). Le premier numéro de Spawn et celui de WildCATS dépassent tous deux le million d'exemplaires vendus. Le dernier membre à sortir sa série cette année est Marc Silvestri qui propose Cyberforce en octobre. Seul Portacio attend 1993 pour lancer WetWorks.
À ce moment, Image est encore lié à Malibu Comics. Cette dernière s'occupe de l'impression et de la distribution. D'ailleurs la qualité de l'impression a joué dans le choix de ce partenariat puisque Malibu était l'un des seuls éditeurs à utiliser l'ordinateur pour mettre en couleur ses comics. Le contrat entre les deux sociétés donne la part du lion à Image puisque Malibu ne touche que 10% des recettes de la vente des comics mais cela reste très avantageux pour celle-ci. Cependant fin 1992, les membres d'Image décident de se passer de Malibu et de prendre en charge aussi ces deux fonctions.

Les fondateurs d'Image
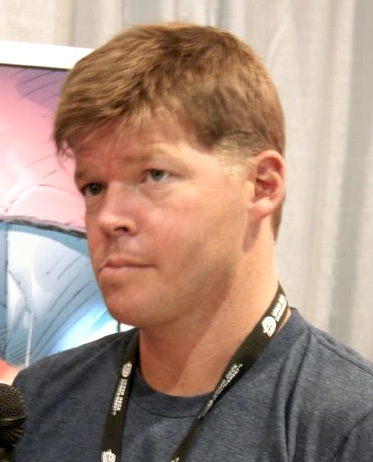
Rob Liefeld.
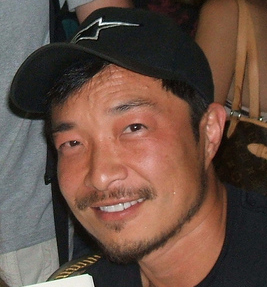
Jim Lee.
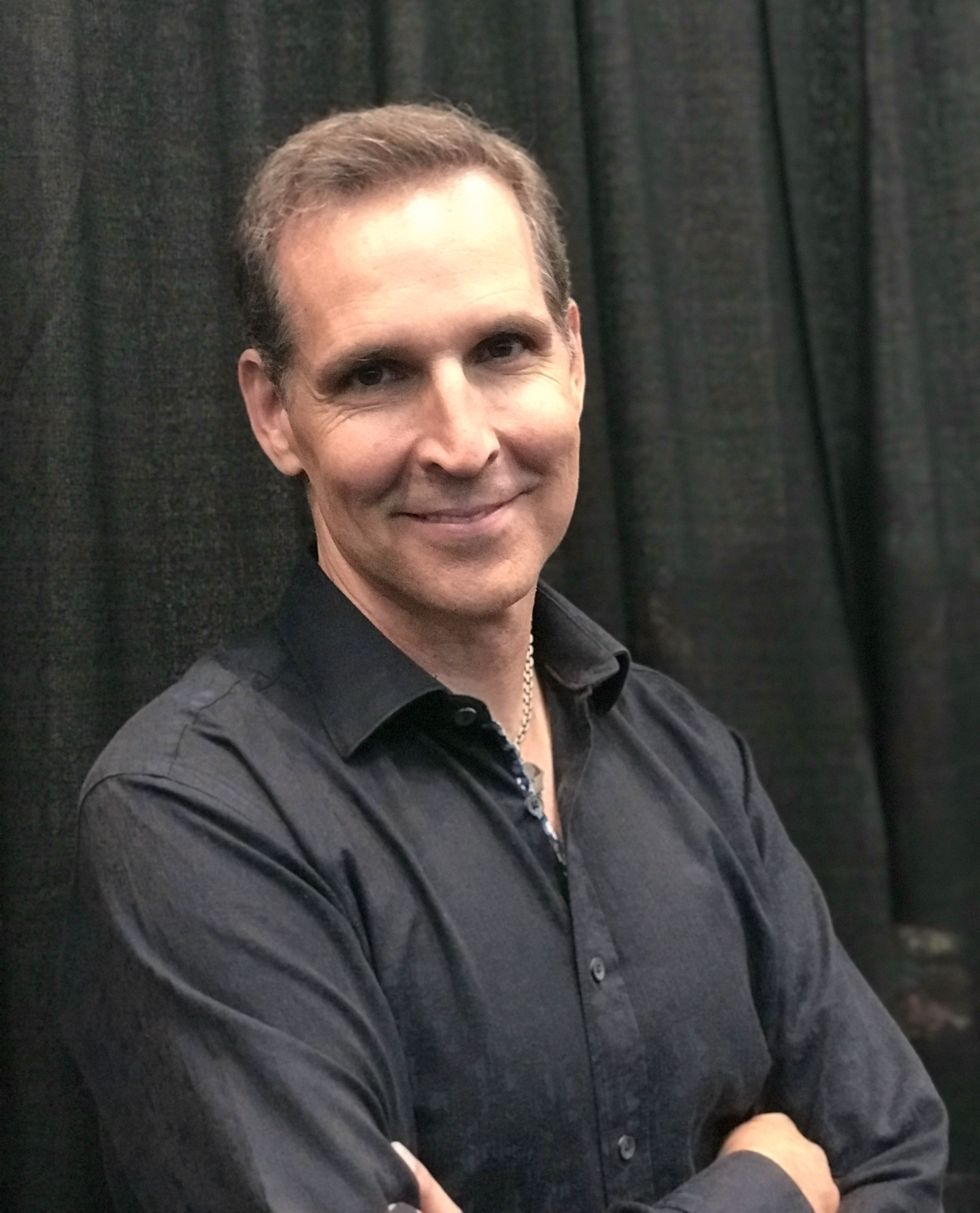
Todd McFarlane.
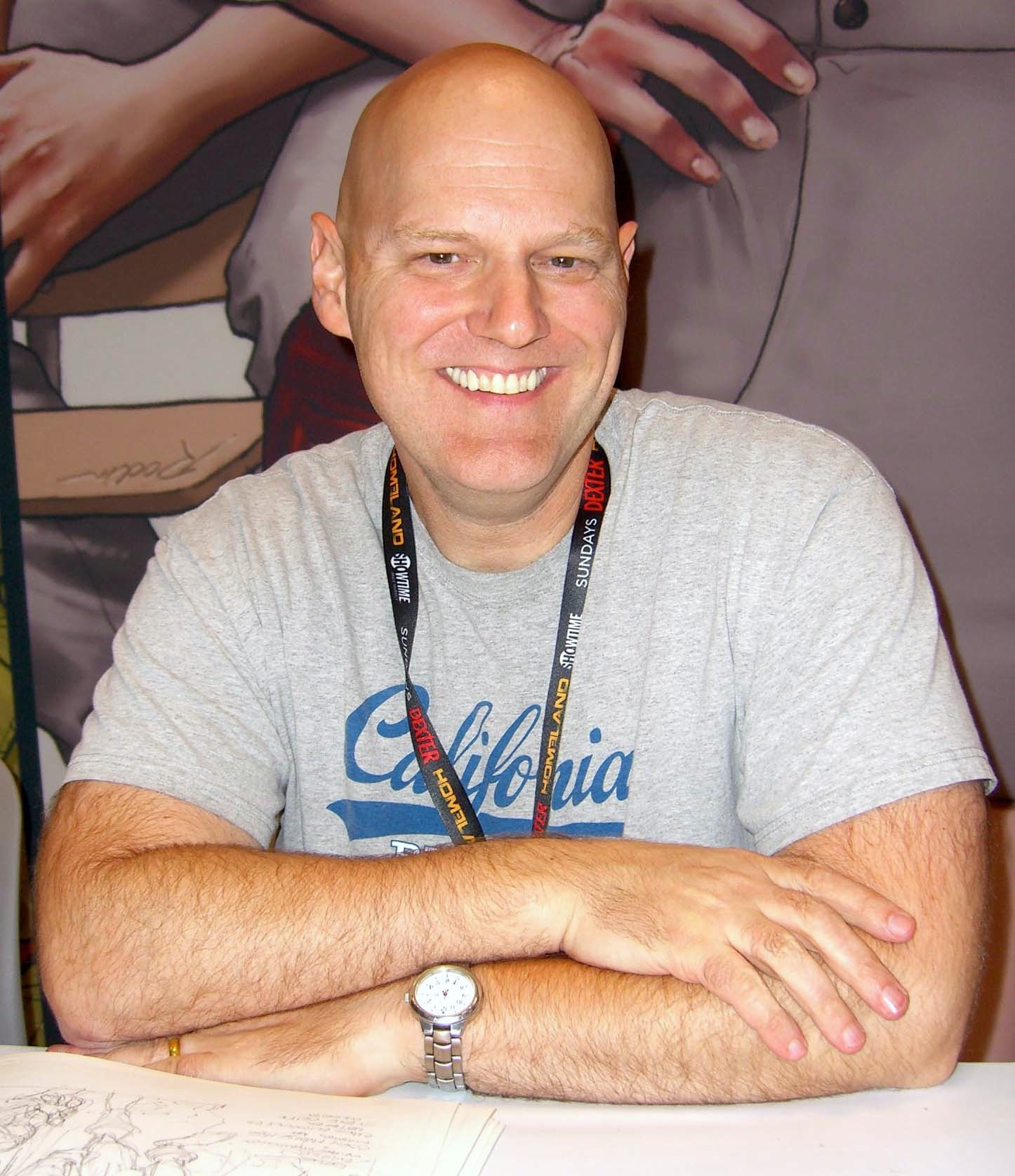
Erik Larsen.
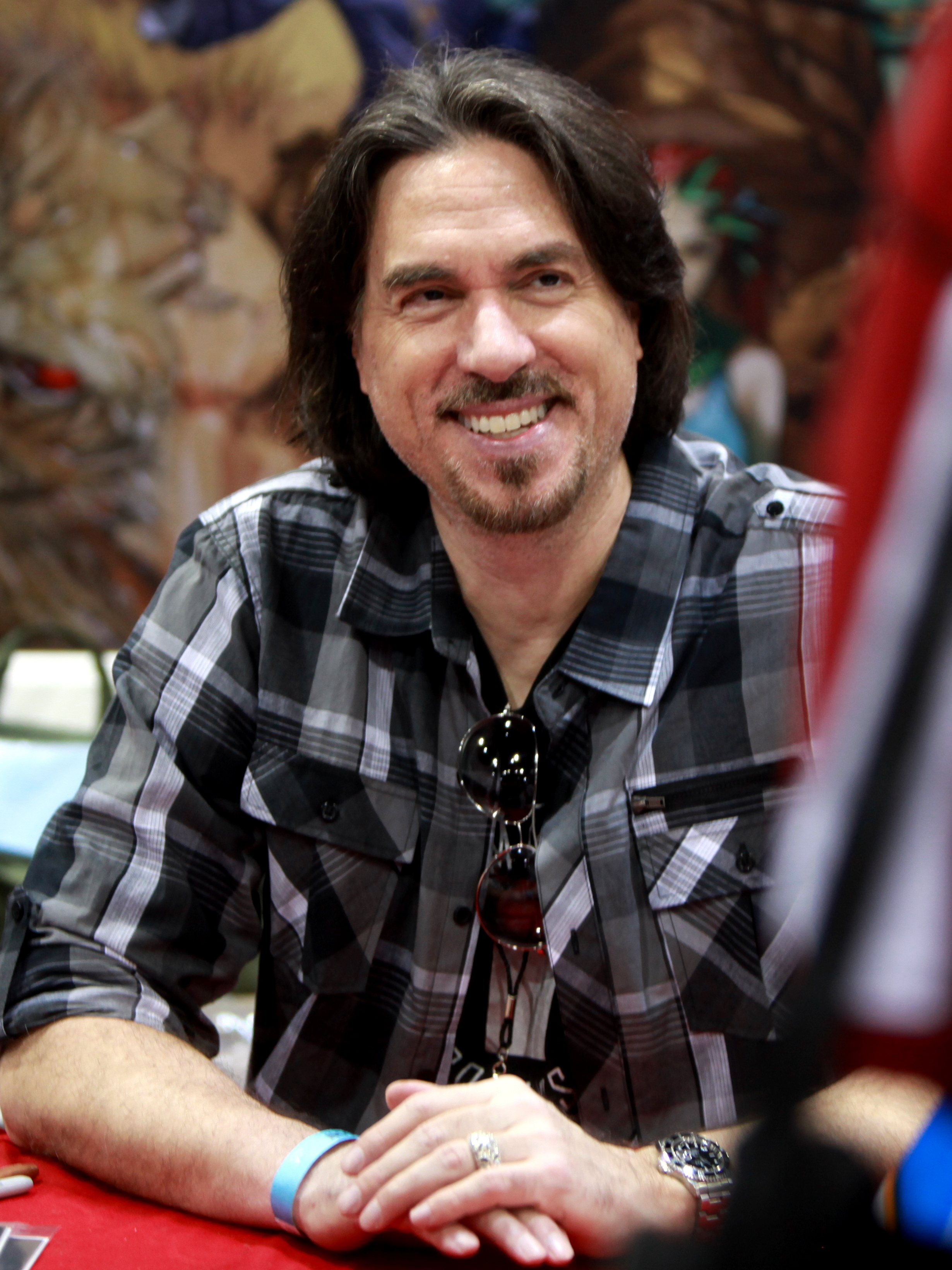
Marc Silvestri.
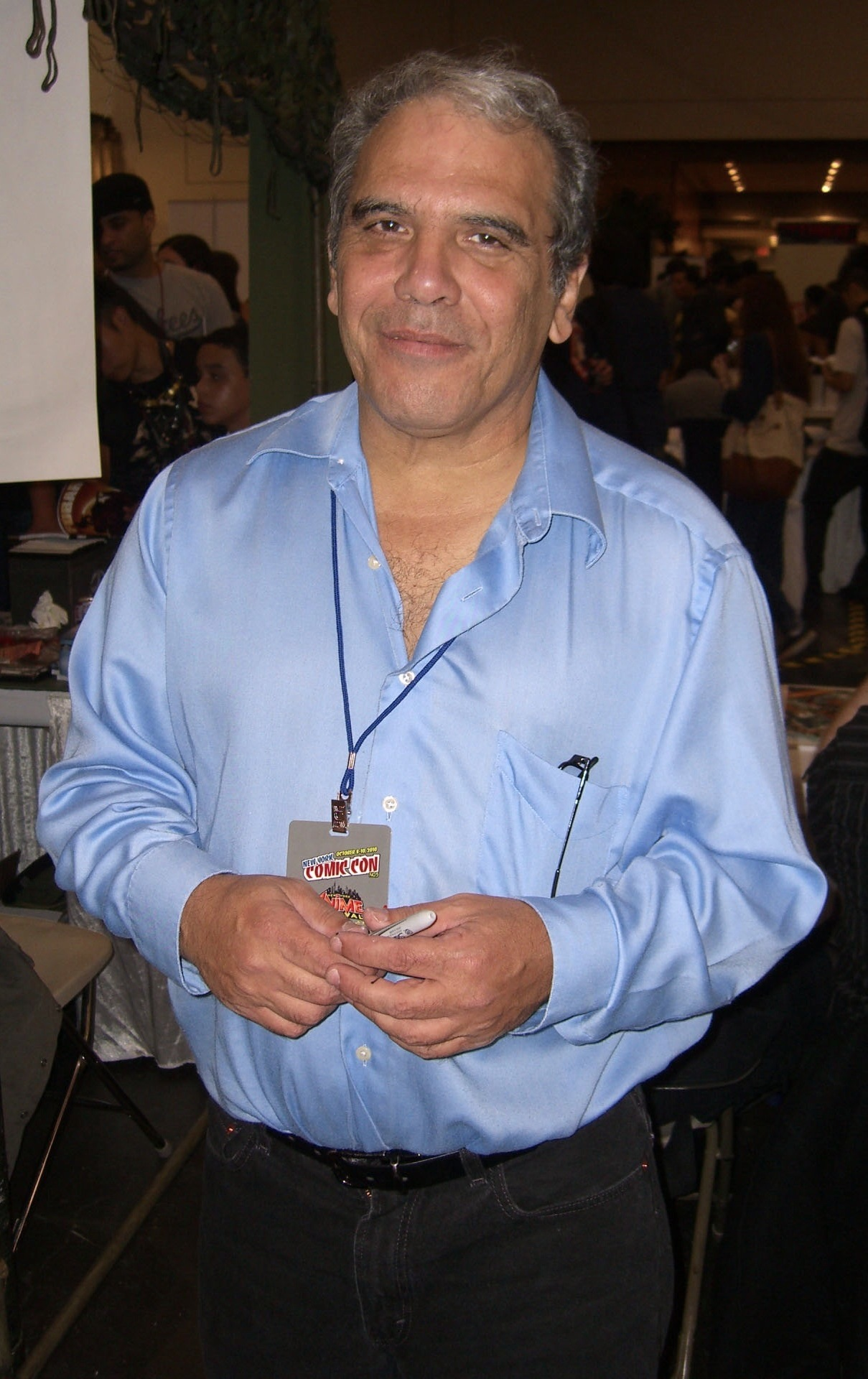
Jim Valentino.
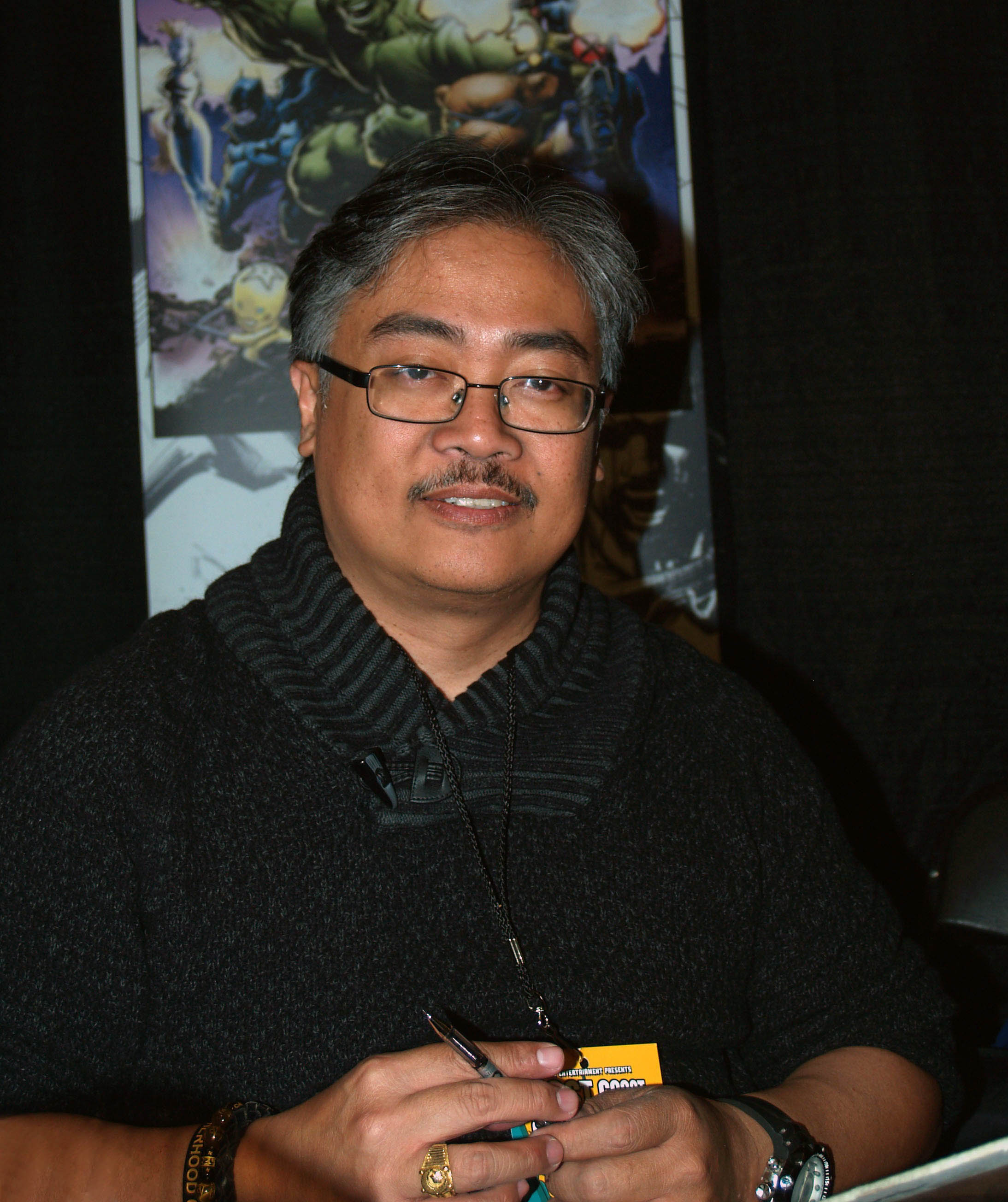
Whilce Portacio.

### 1993: première crise

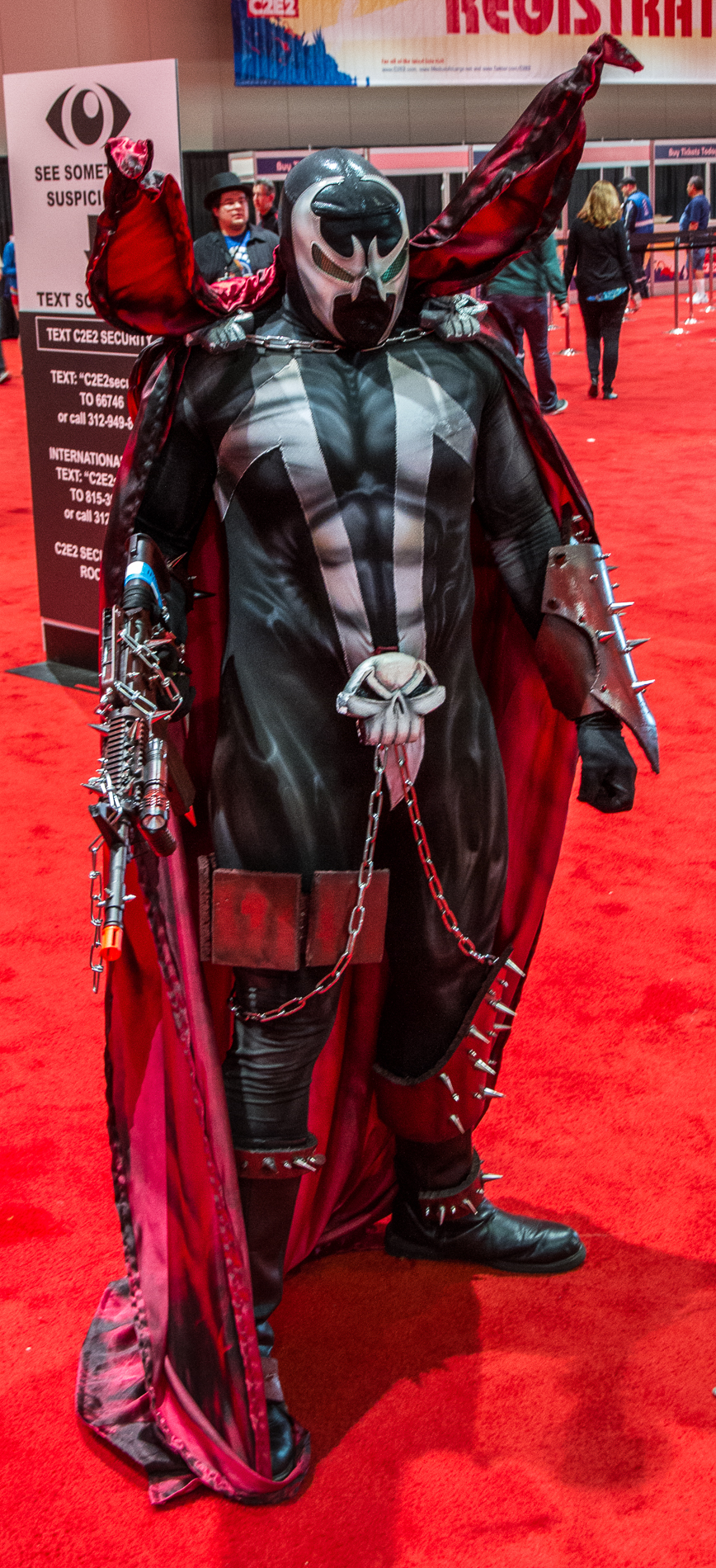
Cosplay de Spawn, un des premiers héros d'Image.

Même si chaque studio est propriétaire de ses créations, les membres fondateurs tentent de donner une unité à Image en faisant interagir les différents héros ensemble. Ainsi, Chapel, des Youngblood, est lié à Spawn puisqu'il est supposé avoir travaillé avec Al Simmons puis l'avoir tué. Un crossover réunit les séries WildCATS et Cyberforce et on y apprend que deux des personnages, un dans chaque équipe, ont un passé commun.
Malgré le succès, Image est critiqué par d'autres personnalités des comics qui se moquent de la faiblesse des scénarios, des dessins violents et tape-à-l'œil. Ces critiques ont cependant peu d'impact sur la politique éditoriale d'Image. Les auteurs tentent de donner peu à peu un rythme de croisière à leurs séries, de nouveaux auteurs rejoignent le groupe et chaque studio développe son univers en engageant de nouveaux artistes. De plus, Image innove aussi par la qualité du papier, de l'impression, de la mise en couleur et du lettrage qui tous mettent encore plus en valeur les dessins des artistes vedettes.
Le début de l'année 1993 s'annonce donc sous de bons auspices qui, d'ailleurs, sont valables pour l'ensemble de l'industrie des comics. En février 1993, 190 millions de comics sont commandés par les magasins spécialisés et deux mois plus tard le nombre est passé à 400 millions. De plus, les ventes de comics rapportent 500 millions de dollars en 1992 et 800 millions en 1993. Les maisons d'édition se multiplient, tout comme les magasins (dont certains sont d'anciens revendeurs de cartes à collectionner qui, après l'effondrement de la bulle spéculative dans ce domaine, se replient vers le monde des comics). Toutefois, à la fin de l'année, l'euphorie n'est plus de mise. En novembre 1993, le nombre de comics vendu est de 200 millions et la bulle spéculative éclate.
Pour Image, le choc est d'autant plus rude que la crise est en partie causée par l'absence de politique éditoriale. Les fondateurs n'ont aucune expérience de gestion commerciale et ils se retrouvent vite dépassés par les responsabilités qu'impliquent leurs studios respectifs. Bientôt les retards s'accumulent, ce qui lasse les lecteurs. Les libraires, ensuite, commandent des comics prévus mais qui ne sont pas encore dessinés et constatent finalement quand ils les reçoivent que les fans ont perdu leur intérêt. C'est le cas pour Pitt de Dale Keown, dessinateur de Hulk pour Marvel. Prévue pour novembre 1992, la série ne paraît que plusieurs mois plus tard et il faut attendre encore six mois pour que le deuxième épisode soit distribué. Selon Phil Rippke et Ruth Beerman ces problèmes de distribution atteignent leur apogée avec le crossover Deathmate coproduit par Image et Valiant Comics. Valiant est aussi une maison d'édition récente dont les ventes de comics sont très bonnes. Quatre comics sont publiés qui font se rencontrer les deux univers. Mais ce qui s'annonçait comme un succès certain, s'achève dans le désintérêt des lecteurs potentiels qui boudent une mini-série dont les épisodes arrivent avec trop d'écart entre eux pour les fidéliser.
Les libraires se retrouvent donc avec d'importants stocks d'invendus et quand ils commencent à perdre de l'argent sur les séries Image, les commandes diminuent, ce qui a un gros impact sur la maison d'édition,. Alors que le début de l'année avait vu le lancement de nombreuses séries comme The Maxx de Sam Kieth ou Supreme publié par Extreme Studio de Rob Liefeld, certaines sont arrêtées dès la fin de l'année. Pour mettre de l'ordre et parvenir à un rythme régulier de parution, les membres d'Image engagent alors Larry Marder qui parvient à résoudre les problèmes éditoriaux et décharge de ce fait les auteurs qui peuvent travailler plus régulièrement. La fin de cette période exceptionnelle en termes de production et de ventes entraîne la disparition de nombreux éditeurs. C'est le cas de Malibu Comics ou de Valiant Comics. Image résiste mais les ventes ne sont plus celles des débuts.

### 1993-1996: le calme avant les tempêtes

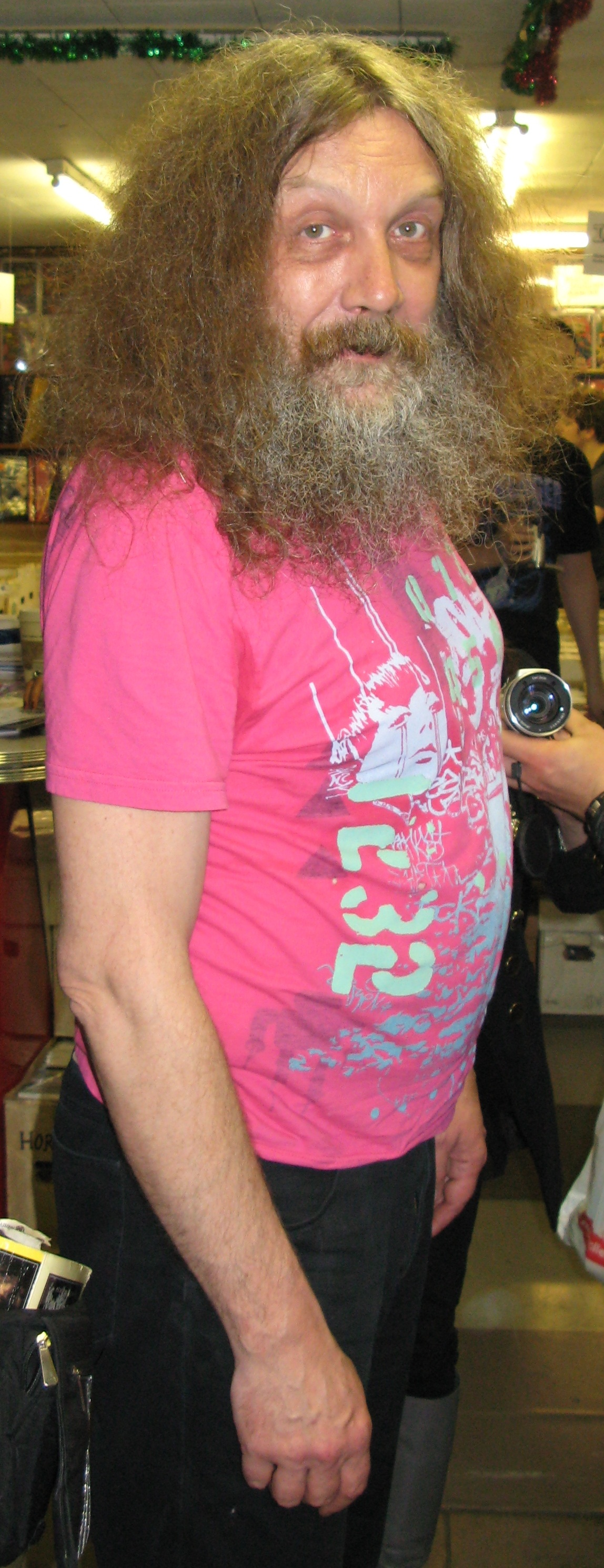
Alan Moore a travaillé sur Spawn, Wildcats et Supreme.

Les fondateurs d'Image sont des dessinateurs qui ont parfois coécrit les comics sur lesquels ils travaillaient pour Marvel mais ils ne sont pas des scénaristes. Un reproche récurrent est justement la faiblesse des histoires. Mais cela change lorsque des scénaristes reconnus commencent à travailler pour Image. C'est d'abord sur Spawn qu'on retrouve quatre noms d'auteurs importants : Alan Moore, Frank Miller, Neil Gaiman et Dave Sim signent chacun un épisode du comics. Alan Moore, après cette première expérience, décide de continuer à travailler pour Image. Il écrit d'abord en 1993 la mini-série 1963, parodie des comics de Marvel de l'âge d'argent des comics. Il scénarise aussi plusieurs mini-séries qui se placent dans l'univers de Spawn. Il reprend ensuite la série Wildcats qui avait été auparavant confiée au scénariste James Robinson. Fin 1993, Jack Kirby arrive chez Image. Enthousiasmé par cette aventure qui voit des dessinateurs vedettes de Marvel claquer la porte de cet éditeur, comme lui-même l'avait fait en 1970, il propose la série Phantom Force dont les deux premiers numéros sont édités par Image. Il prévoyait de publier la suite chez une nouvelle maison d'édition nommée Genesis West mais sa mort en février 1994 met fin au projet.
Si les auteurs de comics qui viennent par la suite à Image sont le plus souvent des dessinateurs, on trouve aussi des scénaristes comme Kurt Busiek qui crée Astro City ou James Robinson, scénariste de la série Leave It to Chance qui en 1997 reçoit pour cette série un prix Harvey récompensant les comics sortis en 1996  et un prix Eisner. Ces deux séries appartiennent à la collection Homage chez Wildstorm qui ouvre aussi en 1998 une seconde collection nommée Cliffhanger! qui accueille J. Scott Campbell, Humberto Ramos et Joe Madureira. Durant cette même période, Jim Valentino cesse de publier Shadowhawk lassé des super-héros et propose A touch of Silver un récit semi-autobiographique d'un adolescent fan de comics. À côté de ce travail personnel, il invite des auteurs à produire chez Image des récits originaux, plus proches de l'édition indépendante ou underground que des comics de super-héros. Cet assemblage hétéroclite est nommé officieusement the Image nonline. Les comics ont du mal à trouver leur lectorat et finalement, l'expérience est arrêtée en 1997.

### 1996-1998: Séparations

#### Le départ de Rob Liefeld

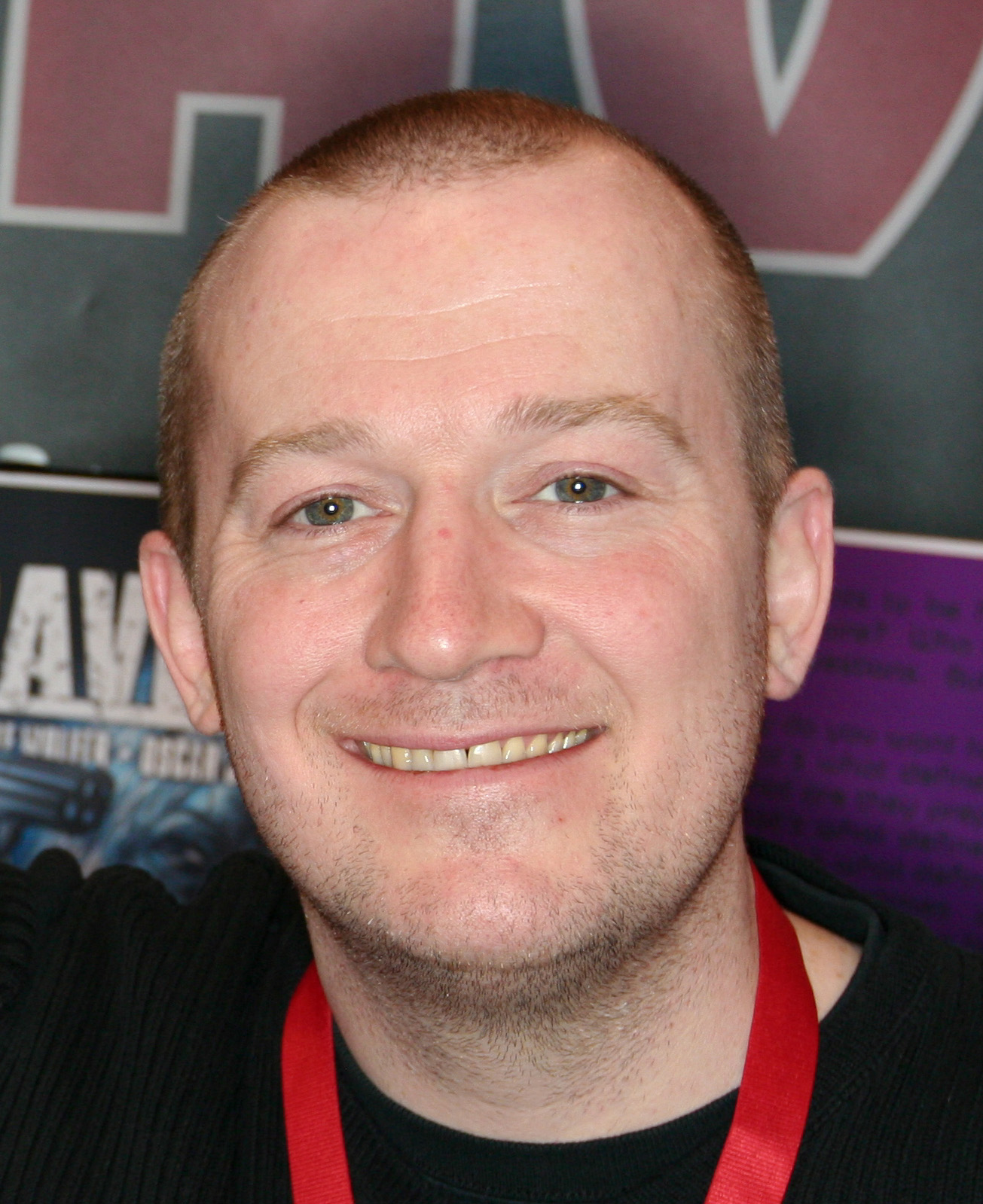
Garth Ennis, scénariste de The Darkness.

Progressivement, Image s'installe dans le paysage du monde des comics. De nouvelles séries à succès sont lancées, comme Witchblade en 1995 par le studio Top Cow de Marc Silvestri ou, en 1996, The Darkness de Garth Ennis et Silvestri toujours pour Top Cow. La société de Silvestri est alors en plein boom et ses séries attirent de nombreux lecteurs. Dans le même temps, Top Cow prend ses distances avec Image. En effet Silvestri juge que Rob Liefeld, alors directeur financier d'Image, se comporte mal envers lui et envers la société. Il lui reproche surtout d'avoir essayé d'attirer dans son studio un dessinateur qui travaillait déjà pour Top Cow. C'est la goutte d'eau qui fait déborder le vase. Liefeld est accusé par les autres membres fondateurs de mal gérer les finances et de prendre des décisions économiques contre-productives. De plus, la création de sa nouvelle maison d'édition, Maximum Press, est vue comme une trahison. En septembre 1996, la crise se résout par la démission de Liefeld juste avant qu'un conseil d'administration extraordinaire ne l’exclue. Liefeld porte plainte contre ses anciens collègues qui ripostent par une autre plainte. Le jugement porté en février 1997 donne raison aux membres d'Image alors que Liefeld est condamné à payer un million de dollars. Le départ de Liefeld en contre-coup ramène complètement Top Cow au sein d'Image.

#### Le départ de Jim Lee
En 1996, c'est une querelle interne qui pousse vers la sortie un des fondateurs d'Image. En 1998, c'est la lassitude de diriger une société plutôt que de s'occuper de créations qui amène Jim Lee à quitter Image. Il vend sa société à DC Comics et Wildstorm, dont les séries principales sont relancées devient une collection de DC. Jim Lee est alors intégré à l'équipe de direction de l'éditeur. Pour remplacer ces membres fondateurs, Image ouvre ses portes à de nouveaux auteurs comme Robert Kirkman. Image n'est plus alors l'éditeur de super-héros flamboyants ; les ventes ont baissé fortement et en 1998, les comics qui dépassent les 100 000 exemplaires sont rares. Cela n'empêche pas Image de diversifier sa ligne éditoriale pour compenser le départ de deux des studios des origines.

### Les années 2000: la période de stabilité

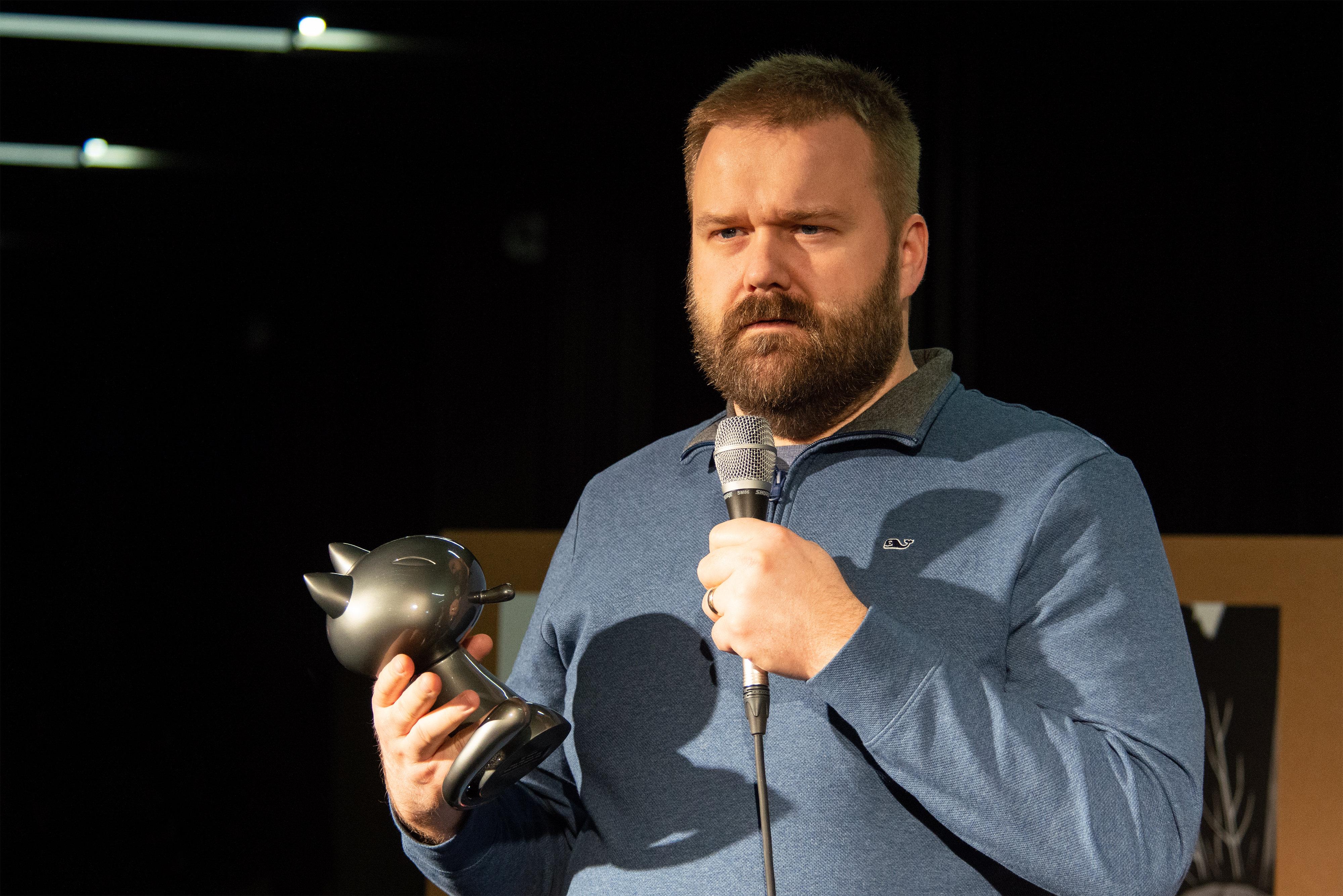
Robert Kirkman en 2020, membre du bureau exécutif d'Image.

En 1999, Larry Marder quitte Image et Jim Valentino est promu éditeur en chef. Alors qu'Image est associé à un style maison où le graphisme prime le scénario et où les super-héros ont la part belle, Valentino tend à diversifier l'offre éditoriale. Il accueille ainsi Eric Shanower qui dans L'Âge de bronze  retrace la guerre de Troie et, pour  compenser les départs de Liefeld et Lee, plusieurs labels rejoignent Image, comme Dreamwave ou Gorilla, en 2001, avec des fortunes diverses. Valentino se préoccupe aussi de promouvoir la bande dessinée dans d'autres circuits de distribution que les magasins spécialisés. Pour cela, il cherche à placer les recueils de comics dans les librairies. Cet effort est toujours d'actualité en 2020. Jim Valentino garde ce poste jusqu'en 2005 puis est remplacé par Erik Larsen. Celui-ci continue la même politique et c'est grâce à lui que Robert Kirkman commence à travailler pour Image. Ce dernier signe  en 2002 Invincible, avec des dessins de Ryan Ottley, avant de créer en 2003 The Walking Dead, dessiné par Tony Moore puis Charlie Adlard, qui progressivement devient un titre phare d'Image. Kirkman en 2008 devient un membre d'Image au même titre que les quatre membres fondateurs. En 2009  Larsen cède la place à Eric Stephenson. L'accueil de nouveaux talents qui ne sont pas nécessairement spécialisés dans le style super-héros est toujours de mise. Ainsi, Firebreather de Phil Hester et Andy Kuhn ou Chew de John Layman et Rob Guillory sont des séries qui imposent un style personnel loin du style Image des origines. Depuis que Stephenson est en poste, Image qui avait chuté à la cinquième place dans le classement des éditeurs est revenu à la troisième et l'est resté de façon consécutive depuis sept ans. Les ventes qui représentaient 3% du total des comics vendus monte à 10% et s'y maintiennent. De plus de 2014 à 2016 Image reçoit le Diamond's Gem Award du meilleur éditeur. Enfin, toujours sous la supervision de Stephenson, Image a remporté près de trente-six prix Eisner. Même si les ventes des comics d'Image sont loin des records des débuts, elles sont assez importantes dans un marché qui s'est écroulé depuis les années 1990 et cela vaut à Stephenson d'être intégré au bureau exécutif d'Image en 2018. 2018 est aussi l'année du déménagement d'Image qui après Berkeley en Californie s'installe à Portland dans l'Oregon.

## Séries notables

### Extreme Studio

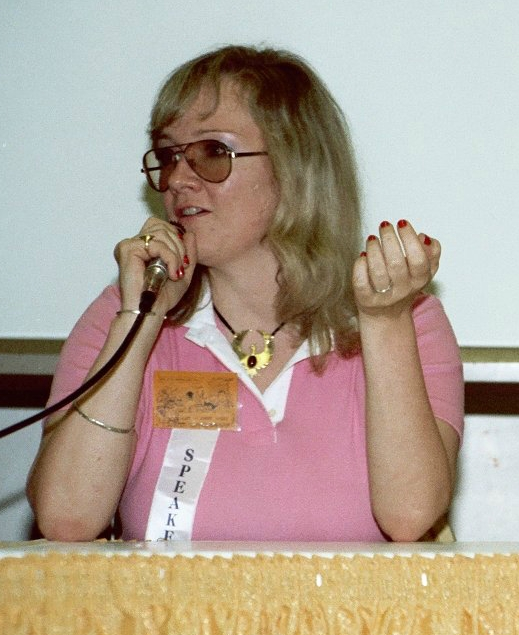
Jo Duffy scénariste de Glory.

Le studio dirigé par Rob Liefeld est à l'origine de nombreuses séries dont la première est Youngblood qui est aussi celle avec laquelle Image est arrivé dans les magasins de comics. Contrairement à d'autres membres d'Image, comme Todd McFarlane ou Erik Larsen, qui se consacrent à un seul personnage, Liefeld développe rapidement un univers porté par de nombreuses séries. En août 1992 sort Brigade dessiné par Marat Mychaels, en novembre Supreme dessiné par Brian Murray. En 1993 quatre nouveautés suivent : Bloodstrike, dessiné par Dan Fraga,  Prophet dessiné par Liefeld et Dan Panosian puis par Stephen Platt, Team Youngblood et Youngblood Strikefile. Viennent ensuite en 1994 Doom's IV dessiné par Mark Pacella et en 1995 Bloodwulf, créé en 1993 par Liefeld mais qui a seulement sa mini-série cette année-là écrite par Andy Mangels et dessinée par Dærick Gröss Sr. puis  Glory de Jo Duffy et Mike Deodato Jr.. Lors du lancement du studio, le succès est tel que le concept de Doom's IV est préempté par Amblin Entertainment pour une adaptation cinématographique, qui finalement ne se réalise pas, avant même que le comics soit écrit. Après le départ de Liefeld, les séries d'Extreme sont publiées par Awesome Comics mais en 2008, Liefeld revient chez Image, grâce à l'appui de Robert Kirkman. Plusieurs séries sont reprises avec des fortunes diverses mais en 2019, Liefeld perd le contrôle de Youngblood, la série qui a marqué le début d'Image.

### Highbrow Entertainment
Le studio dirigé par Erik Larsen a produit peu de séries. Savage Dragon est la principale et les autres Dart, Freak Force, Superpatriot et Vanguard sont toutes liées au Dragon. 
Exceptionnellement, Highbrow publie une série qui n'est pas créée par Larsen. Il s'agit des Teenage Mutant Ninja Turtles qui dans un premier temps sont séparées de l'univers d'Image avant d'y être incorporé et d'y vivre des crossovers. Cependant, quand Peter Laird reprend sa création, il considère que cette série d'Image n'est pas reliée au canon.

### ShadowLine

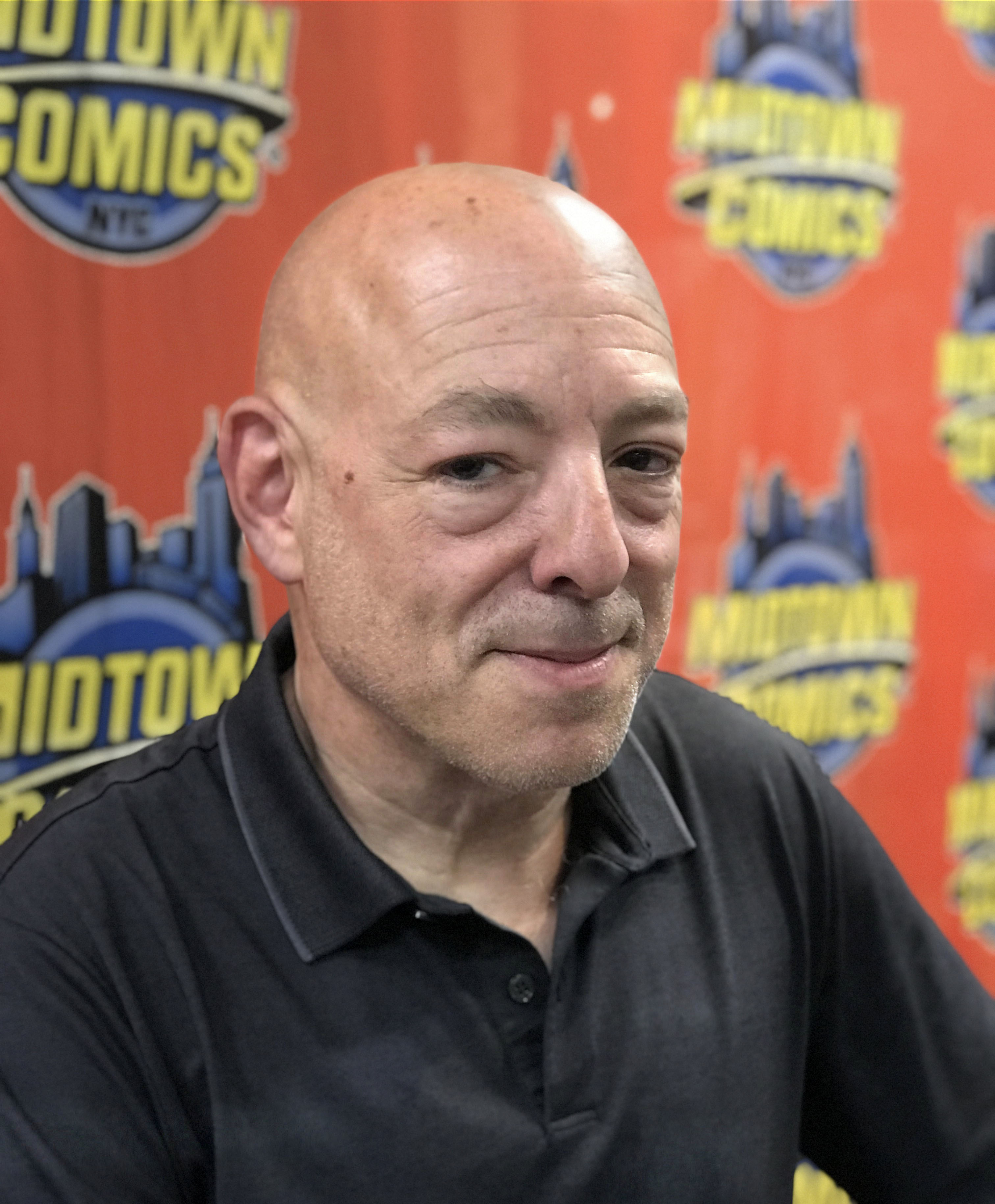
Brian Michael Bendis, scénariste de Torso, un des titres Nonline.

En mai 1992, le personnage de Shadowhawk paraît pour la première fois dans les pages de Youngblood no 2. Vient ensuite le premier numéro du comics et c'est seulement dans le troisième comics que la mention de Shadowline est visible. Valentino se consacre d'abord à sa création mais en 1997, il abandonne le genre des super-héros pour se consacrer à une mini-série semi-autobiographique intitulée A Touch of Silver. Shadowline édite alors des projets d'auteurs qui se différencient des autres créations d'Image. Plutôt que des comics de super-héros Shadowline publie Replacement God, un comics de fantasy par Zander Cannon, Torso, un comics policier par Brian Michael Bendis et Soulwind de Scott Morse. Comme aucun des comics édités par Valentino n'appartiennent à une ligne particulière de comics, Shadowline est surnommée Nonline. Lorsqu'il devient responsable d'Image, Valentino cesse d'éditer des comics mais il recommence quand Erik Larsen lui succède. Depuis, même s'il a repris de temps à autre le personnage de Shadowhawk, il s'occupe surtout de nouvelles créations.

### Todd McFarlane Productions

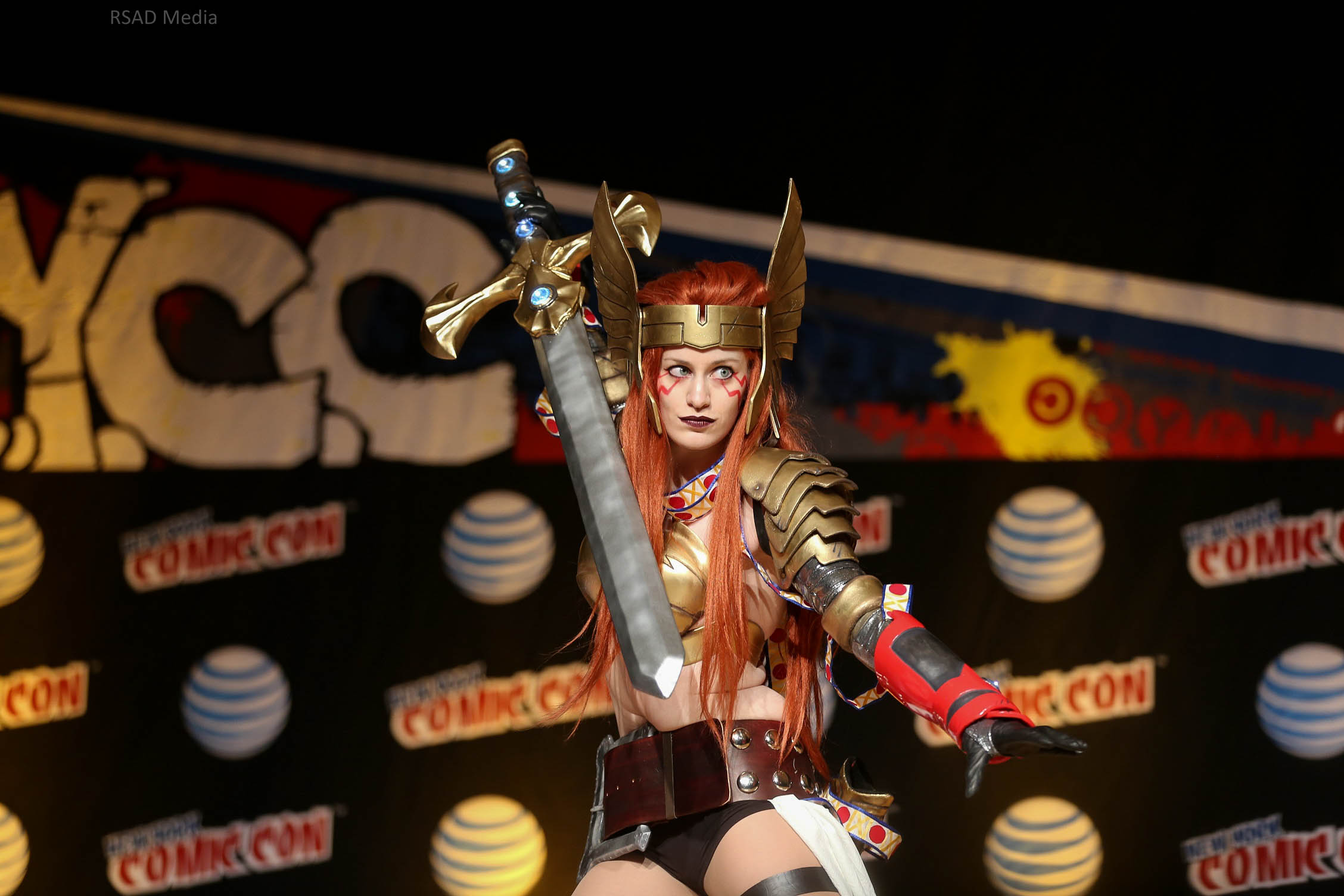
Cosplay d'Angela.

En 1992, Todd McFarlane crée Spawn qui raconte l'existence de Al Simmons, renvoyé de l'enfer par le démon Malebolgia pour préparer le jugement dernier. Mais Spawn refuse la loi du démon et arpente les bas-fonds de New-York, désespéré. McFarlane, plutôt que de créer un univers complexe avec de nombreux super-héros, préfère se concentrer sur sa création et les séries qui suivent mettent en vedette soit des personnages secondaires comme Sam and Twitch qu'on trouve dans leur série éponyme de 1999 à 2004 puis de 2003 à 2006 dans Case Files: Sam & Twitch soit d'autres récits liés au Spawn. En effet, Al Simmons n'est que l'un des Spawn qui ont été envoyés sur Terre par Malebolgia au cours des siècles. De nouvelles séries permettent d'en découvrir d'autres comme Curse of the Spawn (de 1996 à 1999), Spawn : the Dark Ages (de 1999 à 2001) et Spawn Godslayer (2007 à 2008). Al Simmons apparaît quant à lui dans deux autres séries Spawn the undead (1999 à 2000) et HellSpawn (2007 à 2008). En plus de ces séries plusieurs mini-séries sont parues : Violator (avec un scénario d'Alan Moore), Angela (scénarisé par Neil Gaiman), Spawn : Blood Feud et Shadows of Spawn.
En dehors de ces comics, Todd McFarlane édite aussi quelques séries dont Kiss: Psycho Circus, scénarisé par Brian Holguin,  dont les héros sont inspirés par les membres du groupe Kiss et Haunt créé en collaboration avec Robert Kirkman.

### Top Cow Productions

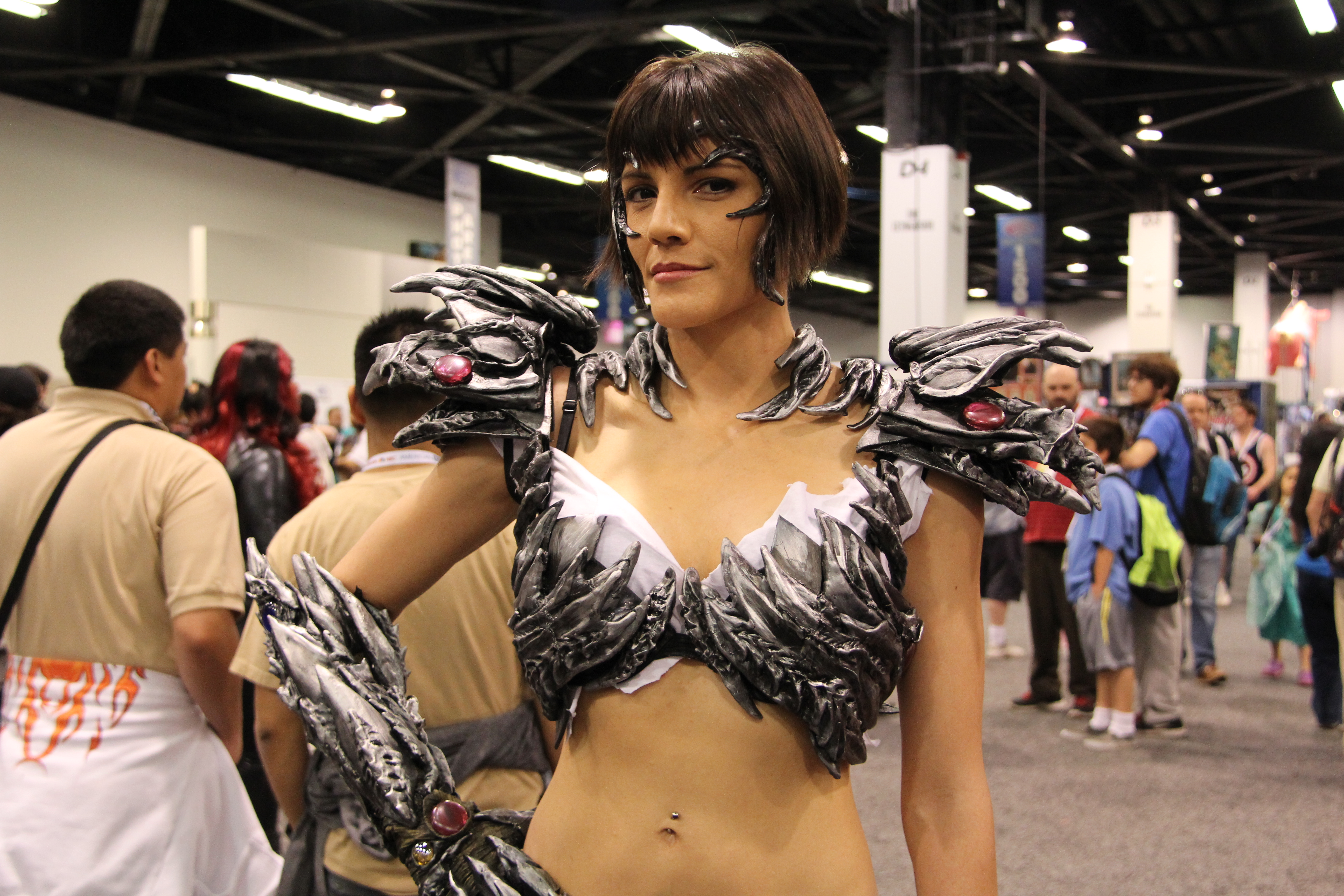
Cosplay de Witchblade.

Le studio de Marc Silvestri fait ses débuts avec Cyberforce, une équipe de mutants aux pouvoirs augmentés par la cybernétique. Après une mini-série de quatre épisodes, une série est publiée jusqu'en septembre 1997 et comprend trente-six numéros. À ce moment, deux autres séries Witchblade, commencée en novembre 1995, et The Darkness dont le premier numéro est daté de décembre 1996, sont les fers de lance du studio. S'y ajoute l'adaptation en comics de Tomb Raider. Top Cow publie de nombreuses séries qui mêlent super-héros, fantastique, science-fiction, etc. Le succès n'est pas toujours au rendez-vous (Aphrodite IX, Arcanum, Common Grounds ou Hunter-Killer) ; d'autres séries durent plus longtemps comme Ascension, Magdalena, ou Weapon Zero. Enfin Michael Turner, après avoir dessiné plusieurs épisodes de Witchblade, crée chez Top Cow Fathom qu'il publie ensuite dans sa propre maison d'édition, Aspen Comics. Top Cow édite aussi deux créations de J. Michael Straczynski :  Rising Stars et Midnight Nation et la série de Mark Millar, Wanted qui a été adapté au cinéma.

### Wildstorm Productions

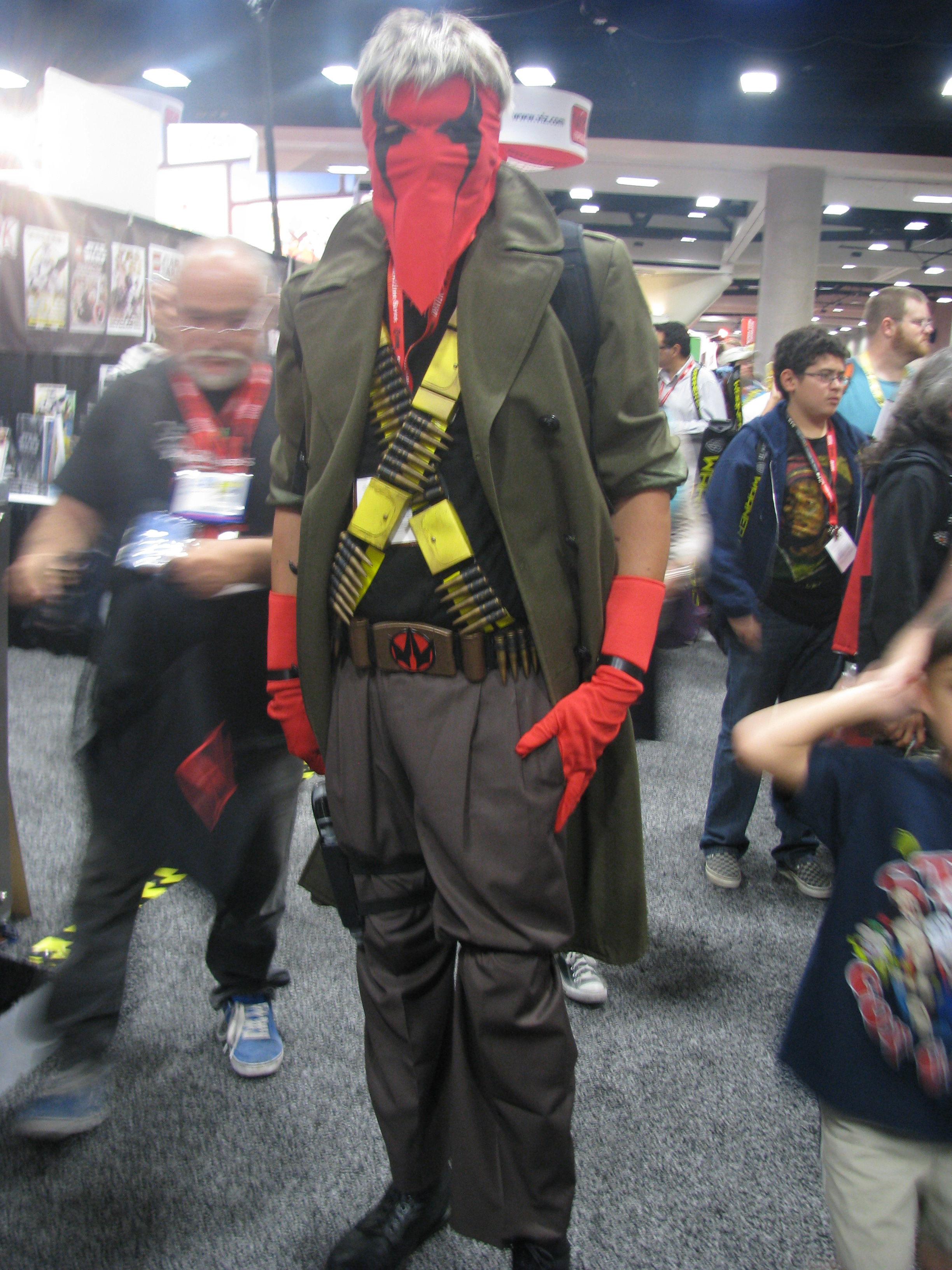
Cosplay de Grifter, membre des WildCATS.

En 1992, le premier titre produit par Wildstorm (qui s'appelle alors Aegis) est WildCATS, dessiné par Jim Lee qui écrit aussi le scénario aidé de Brandon Choi. Rapidement, d'autres séries sont produites pour créer un univers cohérent important. Parmi celles-ci se distinguent Stormwatch, Deathblow, Grifter, Backlash et Gen¹³. Cette série lance le dessinateur J. Scott Campbell qui part ensuite créer sa propre série intitulée Danger Girl. Enfin, la série WetWorks appartient aussi à l'univers Wildstorm même si elle est à l'origine une création de Whilce Portacio. Elle devait être la septième série produite par Image mais le décès de sa sœur affecte fortement Portacio. Il abandonne alors quelque temps les comics et préfère vendre sa création à Jim Lee qui l'incorpore à l'univers Wildstorm.

#### Cliffhanger
Cliffhanger est une collection diffusée par Wildstorm dont les personnages n'appartiennent pas à Jim Lee. Trois séries à l'origine en font partie : Battle Chasers de Joe Madureira, Crimson d'Humberto Ramos et Danger Girl de J. Scott Campbell. Suivent ensuite Steampunk de Joe Kelly et Chris Bachalo et Out There, la seconde série d'Humberto Ramos.

#### Homage
Homage Comics est la seconde collection de Wildstorm. Plus portée sur le scénario que le dessin, contrairement au label Cliffhanger, Homage accueille entre autres Astro City de Kurt Busiek, Leave It to Chance de James Robinson, quelques épisodes de Strangers in Paradise et la première mini-série Desperadoes de Jeff Mariotte et John Cassaday.

### Gorilla

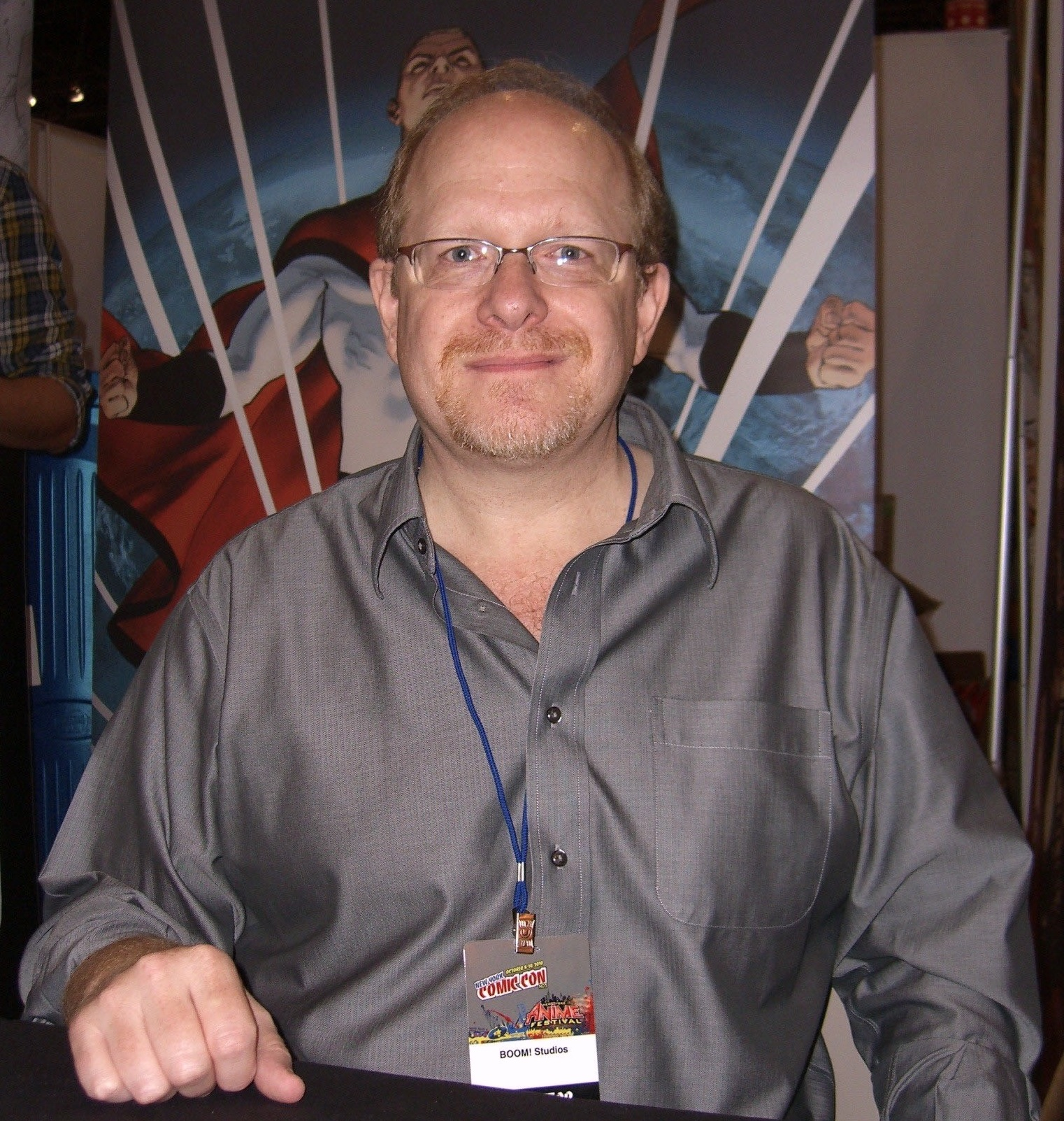
Mark Waid un des fondateurs de Gorilla.

Au mois de novembre 1999, Mark Waid, Kurt Busiek, Joe Kelly, Karl Kesel, Tom Grummett, Mike Wieringo, George Pérez et Barry Kitson annoncent la création d'une nouvelle maison d'édition appelée Gorilla Comics abritée par Image. Les séries prévues sont  Crimson Plague de George Pérez, Empire de Mark Waid et Barry Kitson, Section Zero de Karl Kesel et Tom Grummett, ShockRockets et Superstar de Kurt Busiek et Stuart Immonen. Plus tard Todd Dezago et Mike Wieringo y apportent Tellos précédemment édité par Image. Pour financer le projet, les auteurs s'appuient sur la start-up eHero.com. Cependant, cette dernière fait très rapidement défaut et les auteurs sont forcés de financer leurs projets comme s'ils étaient auto-éditeurs. Au bout d'un an l'aventure est un naufrage et Gorilla cesse ses activités en mai 2001. Tellos revient alors chez Image. Quant à la mini-série Empire, elle est complétée chez DC Comics en 2003.

### Kirkman

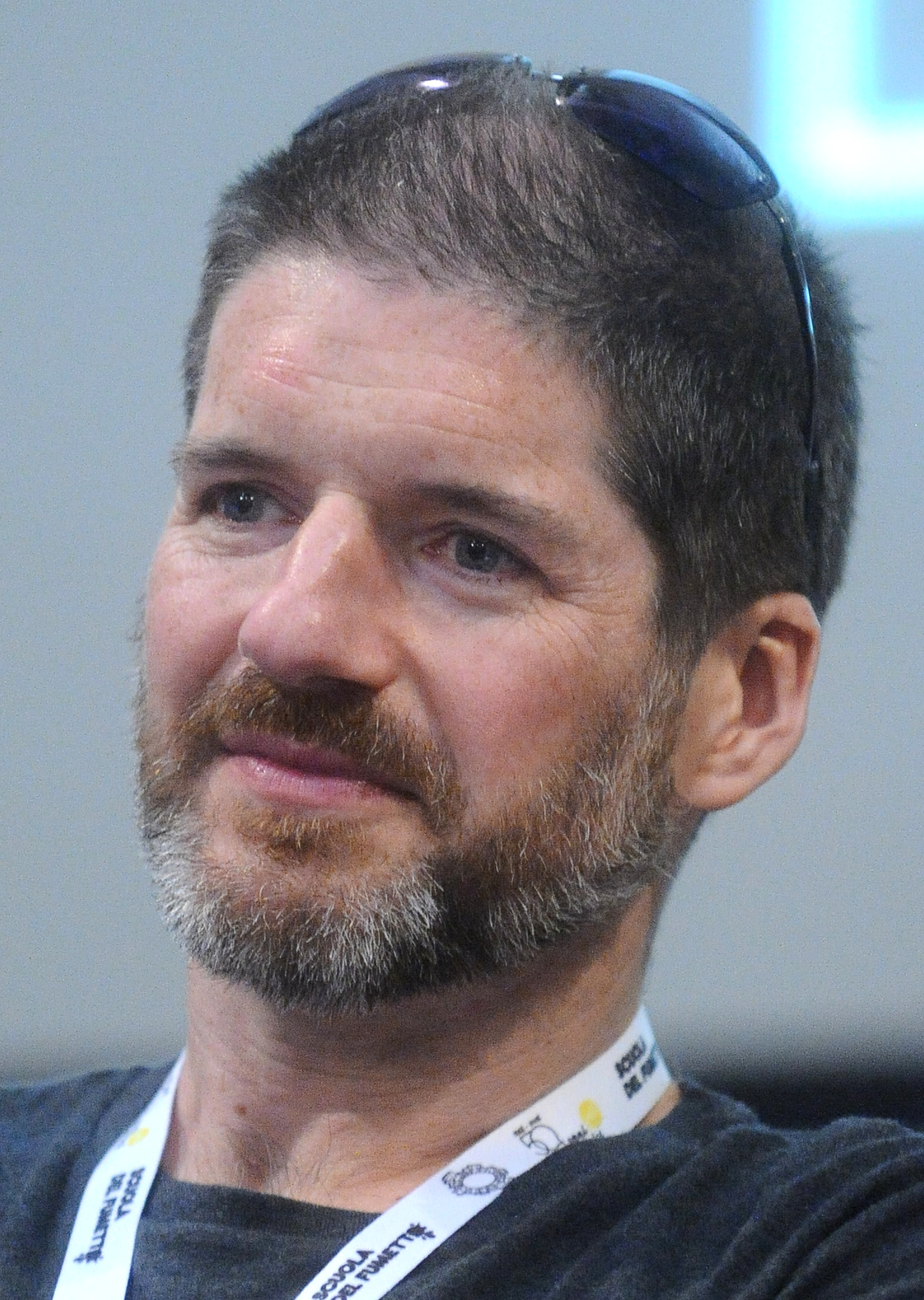
Charlie Adlard dessinateur de The Walking Dead.

Après avoir auto-édité Battle Pope dessiné par Tony Moore, Robert Kirkman est engagé par Erik Larsen pour écrire un épisode de Superpatriot. En 2002, il propose chez Image la série Invincible dessinée par Cory Walker. En 2003, il retrouve Tony Moore pour une nouvelle série intitulée The Walking Dead. La série commence doucement mais peu à peu les ventes augmentent ; le dessin est repris par Charlie Adlard et en 2010 The Waking Dead est adapté en feuilleton télévisé. Kirkman ne se contente pas de ces deux séries chez Image et écrit aussi The Astounding Wolf-Man,  Brit, Haunt (en collaboration avec Todd Mc Farlane) et Outcast. En 2008, il devient un des partenaires dirigeant d'Image et en 2010 il fonde le label Skybound Entertainment qui accueille ses projets.

### Séries de passage
Image a rapidement été une maison d'édition accueillant des auteurs indépendants. En effet, elle propose aux auteurs de publier leurs œuvres en échange d'un pourcentage raisonnable sur les ventes afin de couvrir les frais de distribution. Cela a amené plusieurs artistes, qui le plus souvent s'auto-éditaient, à proposer leurs séries chez Image. Les auteurs restant propriétaires de leurs créations ils touchent la plus grande partie des revenus et bénéficient du rayonnement d'Image chez les distributeurs et les vendeurs de comics. Cela permet surtout à ces auteurs de se décharger des soucis liés à la publication de leurs comics et de consacrer plus de temps à leurs créations. Tout le travail éditorial pour faire imprimer, diffuser et promouvoir les séries est pris en charge par Image. Parmi les comics qui ont été ainsi publiés par Image se trouvent Bone de Jeff Smith. Celui-ci autoédite les vingt premiers numéros de sa série avant de choisir Image pour éditer la suite. Cependant, il y reste seulement pour sept numéros avant de préférer reprendre sa totale indépendance. The Crow reprend la création de James O'Barr, cette fois scénarisée par Jon J Muth. Image n'a pas de politique éditoriale imposant un genre plutôt qu'un autre et avant les histoires sombres de The Crow, Image avait publié plusieurs épisodes de la série humoristique Groo the Wanderer de Mark Evanier et Sergio Aragonés, publié d'abord par Pacific Comics puis par Marvel Comics . Image permet aussi à des artistes de reprendre des séries abandonnées. L'exemple le plus évident est celui de Mage de Matt Wagner. Comico, le premier éditeur de la série cesse ses activités en 1992 et Matt Wagner ne peut poursuivre son projet de comics dont le premier volume est paru en 1986. C'est seulement grâce à Image en 1998 que la suite de l'aventure est racontée.

### Séries originales

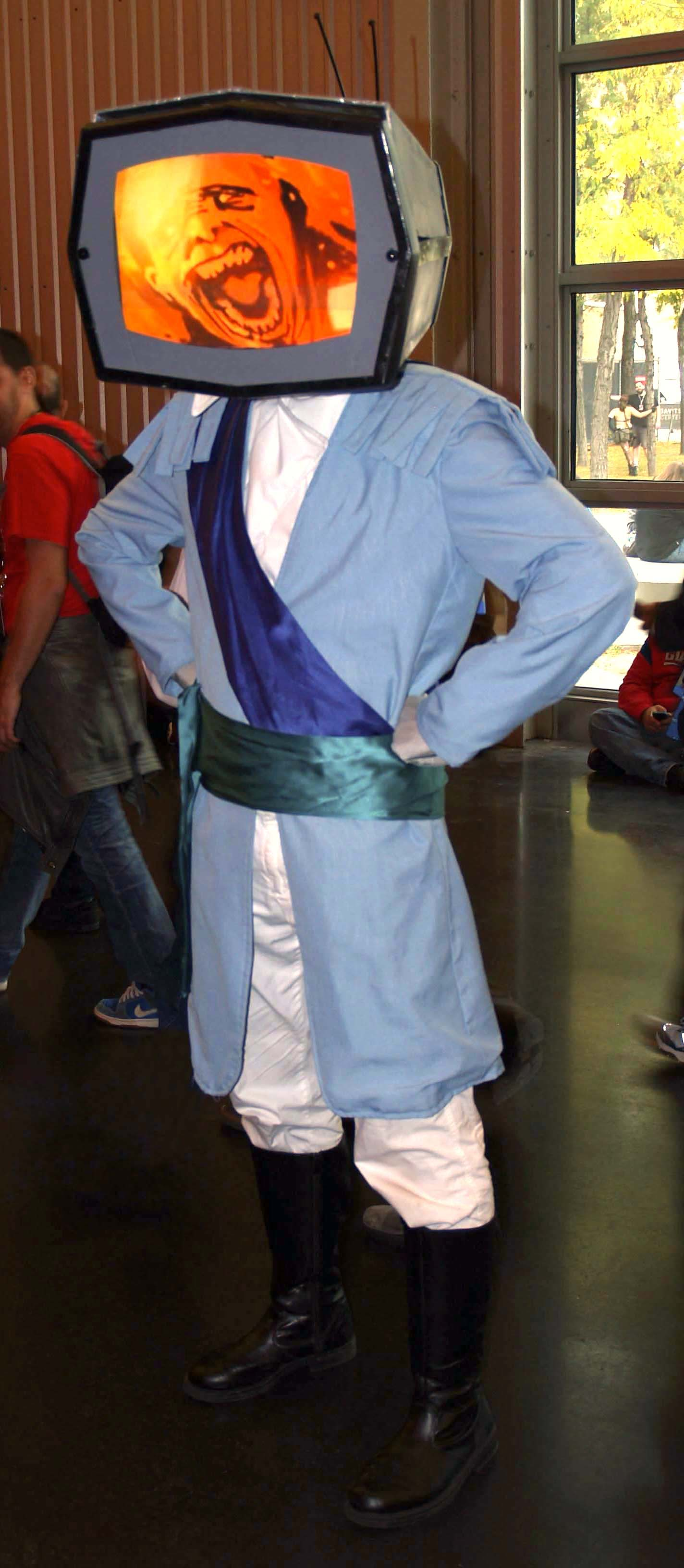
Cosplay du personnage de Saga PrinceRobotIV.

Après le lancement de leurs créations, les fondateurs d'Image ont rapidement accepté de publier d'autres créations originales dont les auteurs restaient propriétaires. Après Pitt de Dale Keown, arrivent The Maxx de Sam Kieth et Shaman's Tears de Mike Grell. La crise qui touche les comics dans les années 1990 n'empêche pas la poursuite de ce choix d'éditer des séries originales. Ainsi arrivent en 1998 L'Âge de bronze d'Eric Shanower, en 2000 Go Girl! de Trina Robbins et Anne Timmons et Powers de Brian Michael Bendis au scénario et Michael Avon Oeming au dessin. Ces deux séries sont ensuite reprises par un autre éditeur, Dark Horse Comics pour le premier et Marvel Comics pour le second. En 2003 paraissent les premiers épisodes de Firebreather de Phil Hester et Andy Kuhn qui est adapté en dessin animé en 2010. En 2012, Brian K. Vaughan au scénario et Fiona Staples au dessin commencent la série Saga qui a obtenu depuis neuf Prix Eisner, dix Prix Harvey et un Prix Hugo de la meilleure histoire graphique. Pretty Deadly de Kelly Sue DeConnick et Emma Ríos, publié en 2014, a quant à elle été nommée au prix Eisner. La même année, Kelly Sue DeConnick propose une autre série Bitch Planet dessinée par Valentine De Landro. Enfin en 2017 Monstress de Marjorie Liu et Sana Takeda débute et dès cette année est récompensée par des prix. Entre 2017 et 2019 la série obtient trois prix Hugo, un prix Harvey, deux Prix British Fantasy et trois prix Eisner. Plusieurs autres séries ont ainsi été publiées par Image apportant à la maison d'édition près de 40 Eisner,.

### Webcomics
Le développement des webcomics ne pouvait laisser indifférent les éditeurs classiques comme Image. Quelques adaptations au format papier de séries précédemment publiées sur internet se retrouvent dans le catalogue de l'éditeur. PvP de Scott Kurtz est publié par Image de 2003 à 2011 d'abord dans un format comic book puis en sept albums reliés. En 2011 Kurtz préfère quitter Image et s'autoéditer. Un autre comics publié par Image depuis 2016 est Kill Six Billion Demons de Tom Parkinson-Morgan, alias Abbadon. Dans cette série de fantasy l'héroïne Allison Ruth est transportée dans un autre univers après avoir reçu un artefact magique.

## Adaptations
Image ne possède aucun droit sur les séries qu'elle publie. Stricto sensu, aucune des adaptations de comics n'est liée à l'éditeur. Les œuvres ci-dessous y sont donc présentées uniquement parce que la société a publié précédemment le comics.

### Films en prises de vue réelles

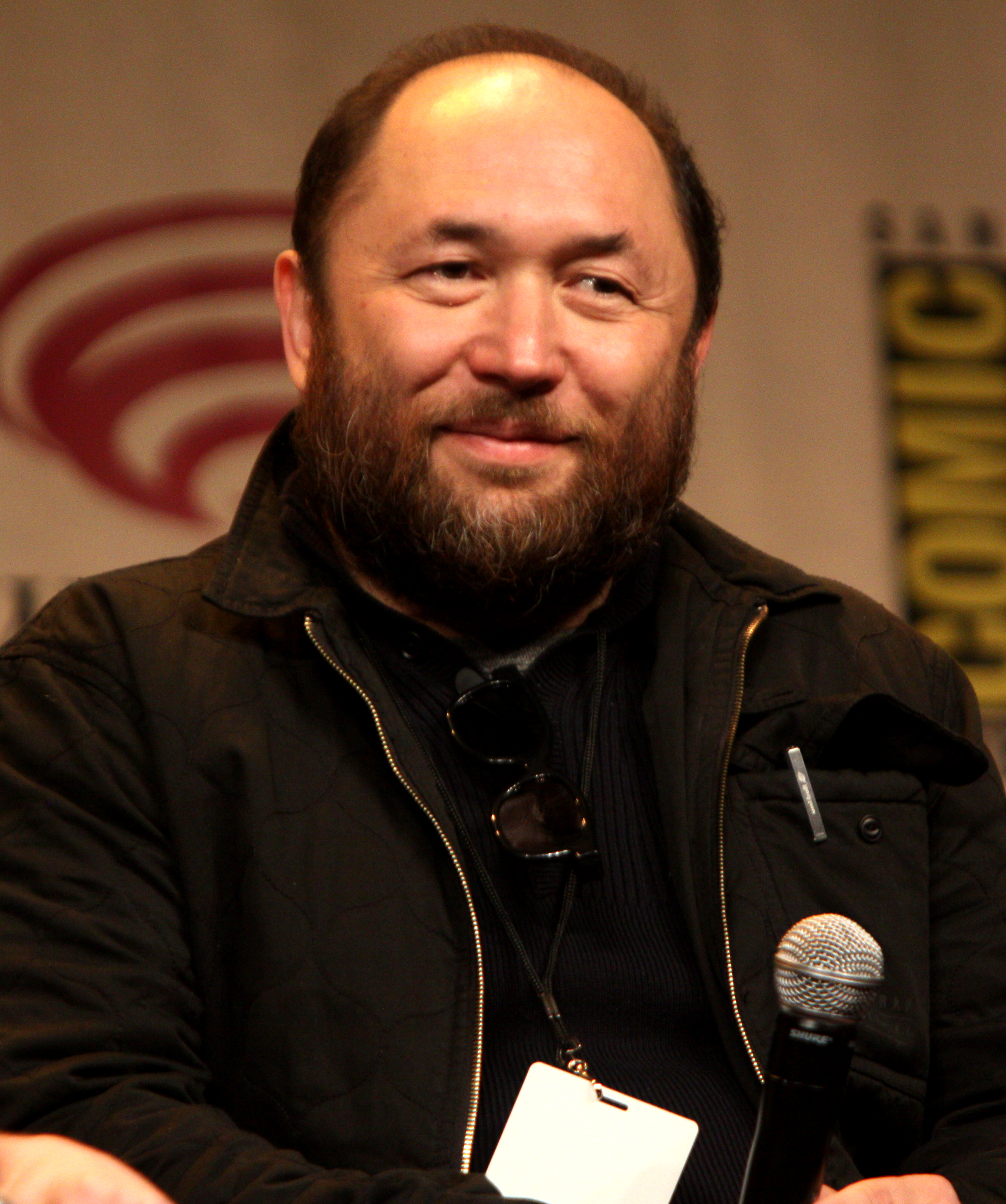
Timur Bekmambetov, réalisateur de Wanted : Choisis ton destin.

Depuis la création d'Image quelques comics ont été adaptés au cinéma. Le premier est Spawn qui sort en 1997 réalisé par Mark Dippé. Le rôle-titre est tenu par Michael Jai White et le film est le premier qui mette en scène un super-héros noir.
En 2003 sort Le Gardien du manuscrit sacré réalisé par Paul Hunter avec Chow Yun-fat inspiré du comics Bulletproof Monk de Brett Lewis et Michael Avon Oeming. Ce film est un échec commercial et critique. Wanted : Choisis ton destin réalisé par Timour Bekmambetov est sur les écrans en 2008 et est au contraire un succès. Inspiré du comics Wanted de Mark Millar il est classé R aux États-Unis et selon Millar, bien qu'il s'éloigne en partie du comics, il reste très proche de son esprit.
Les années 2010 apportent leur lot d'adaptations mais la plupart ne sortent pas du lot et les critiques sont plutôt négatives. C'est le cas pour The Scribbler réalisé en 2014 par John Suits sur un scénario de Dan Schaffer auteur du comics, pour En cavale de Peter Billingsley et pour Officer Downe réalisé par le membre de slipknot Shawn Crahan d'après un comics de Joe Casey. Chasseuse de géants réalisé par Anders Walter d'après un comics de Joe Kelly et sorti en 2017, au contraire, reçoit de très bonnes critiques. Le dernier film Random Acts of Violence a été présenté seulement dans un festival en 2019 et recherche encore en mai 2020 un distributeur.
En juillet 2020 sort The Old Guard de Gina Prince-Bythewood sur Netflix, d'après le comics du même nom scénarisé par Greg Rucka et dessiné par Leandro Fernandez.

### Films d'animation

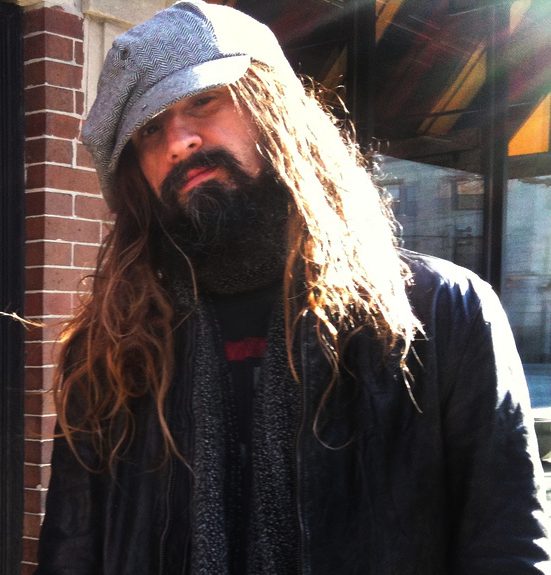
Rob Zombie auteur du film d'animation The Haunted World of El Superbeasto d'après son comics éponyme.

Des comics publiés par les premiers auteurs d'Image, seul Gen¹³ a droit à une adaptation en long-métrage d'animation. Le film est produit en 2000 par Buena Vista Pictures mais quand Jim Lee vend Wildstorm à DC Comics, propriété de Time Warner, Disney décide de ne pas sortir le film. Celui-ci est diffusé seulement en Russie, Amérique du Sud et Australie car les droits de distribution pour ces zones sont détenus par Paramount Pictures
Deux autres films d'animation reprennent des comics publiés par Image. En 2009 The Haunted World of El Superbeasto de Rob Zombie d'après son comics éponyme sort directement en vidéo. Classé R, le film accumule les scènes de violence graphique, les références aux films de genre et les allusions sexuelles. Il est suivi en 2010 par Firebreather qui est un téléfilm diffusé sur Cartoon Network et réalisé par Peter Chung d'après le comics de Phil Hester et Andy Kuhn. Le film qui raconte la lutte entre les humains et les dragons est un succès d'audience.

### Séries télévisées
La première série télévisée qui reprend un personnage d'Image est Witchblade. Précédée en 2000 par un téléfilm, la série dure deux saisons en 2001 et 2002 et connaît vingt-trois épisodes. Elle est diffusée sur Turner Network Television qui cesse de la présenter malgré de très bons scores d'audience.
Outcast est une série de Robert Kirkman diffusée de 2016 à 2018 sur Cinemax. Deux saisons, soit 20 épisodes composent la série qui raconte la vie de Kyle Barnes luttant contre des démons qui possèdent des humains,.
Happy! est diffusée de 2017 à 2019 sur Syfy. Les deux saisons comptent 18 épisodes. Créée par Grant Morrison et Darick Robertson d'après leur comics éponyme, la série raconte les aventures de Nick Sax qui depuis qu'il a failli mourir voit une licorne appelée Happy qui l'aide dans sa recherche de sa fille enlevée par un fou déguisé en père Noël,.
Enfin en 2018-19 Deadly Class inspiré par le comics de Rick Remender est diffusé sur Syfy. Une seule saison de dix épisodes est produite,.

#### En cours

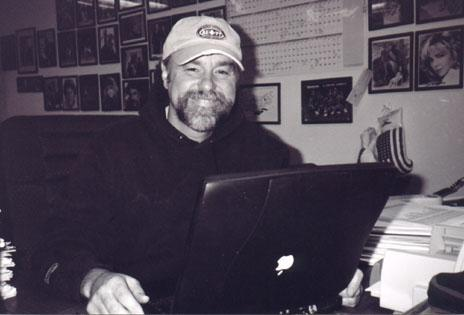
Beau Smith créateur de Wynonna Earp adapté en série télévisée.

En 2020, d'autres séries sont diffusées. La plus célèbre est The Walking Dead qui a commencé en 2010 et compte donc dix saisons. Elle est diffusée sur AMC et une onzième saison est prévue,. Bien que le point de départ du comics et de la série soit le même, ils ont, depuis, énormément divergé. En 2015, une série dérivée est produite, intitulée Fear the Walking Dead et une sixième saison est prévue,.
Wynonna Earp est une série inspirée du comics éponyme de Beau Smith. Ce western fantastique débute en 2016 et est diffusé sur Syfy et CTV Sci-Fi Channel. Une quatrième saison est prévue,.

### Dessins animés
Wild C.A.T.S le commando galactique (Wild C.A.T.S Covert Action Teams) est le premier dessin animé qui adapte une série publiée par Image. Produite par Wildstorm et Nelvana elle est diffusée durant la saison 1994–95 sur CBS et comprend 13 épisodes. Puis vient The Maxx produite par MTV en 1995. La série compte 13 épisodes.
D'autres membres fondateurs d'Image voient aussi leurs comics adaptés. Il s'agit d'abord de Savage Dragon produit par Universal Cartoon Studios, Studio B Productions, P3 Entertainmentet USA Studios en 1995 et 1996. Diffusé sur USA Network la série compte vingt-six épisodes pour les deux saisons. Ensuite entre 1997 et 1999, soit trois saisons et dix-huit épisodes, est diffusé Spawn par HBO Animation etTodd McFarlane Entertainment. Enfin Witchblade diffusée en 2006 est produite pour une saison, soit 26 épisodes, par Tokyo Broadcasting System.
Les nouvelles séries publiées par Image sont aussi parfois adaptées. C'est le cas des dix-neuf épisodes d'Invincible diffusés en 2008 sur MTV2 au format motion comic, de Generator Rex diffusé entre 2010 et 2013, soit trois saisons et soixante épisodes, sur Cartoon Network et de Super Dinosaur qui compte vingt-six épisodes pour une saison en 2018–19 sur Teletoon.
Invincible connaît une renaissance en 2021 sous la forme d'une série diffusée sur Amazon Video